# Thanon Theppharat

Highway Nr. 34

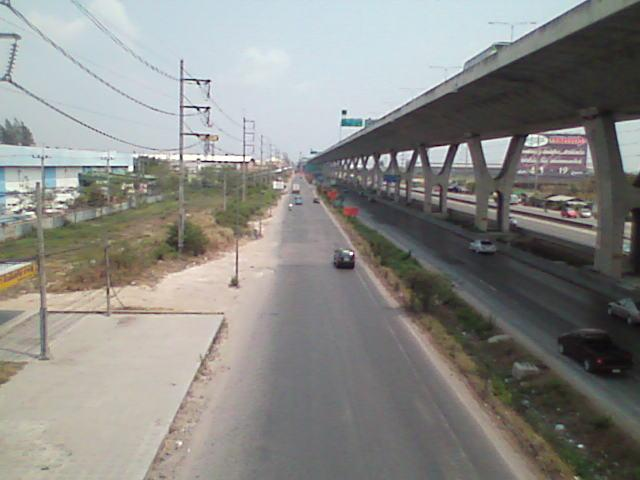
Oben Bang Na Expressway – unten Thanon Theppharat

Thanon Theppharat (Thai:ถนนเทพรัตน) oder Thailand Route 34 (Thai: ทางหลวงแผ่นดินหมายเลข 34 – Thang Luang Phaen Din Mai Lek 34, Deutsch: Nationalstraße Nr. 34, auch: ถนนบางนา-บางปะกง – Thanon Bang Na – Bang Pakong; im englischen Sprachgebrauch: Highway 34) ist eine Schnellstraße in Thailand.
Thailand Route 34 verbindet Bangkok mit Chonburi und der Ost-Küste Thailands, sie beginnt im Bangkoker Stadtteil Bang Na an der Kreuzung mit der Thanon Srinakharin (Srinakharin-Straße), kreuzt dann im Landkreis (Amphoe) Bang Phli der Provinz Samut Prakan die Outer Bangkok Ring Road (Nationalstraße 9), bis sie dann im Landkreis Bang Pakong der Provinz Chachoengsao auf die Thanon Sukhumvit (Nationalstraße 3) trifft. Die letzten zwei Straßen-Kilometer bis zur Grenze der Provinz Chonburi sind sowohl der Nationalstraße 3 als auch der Nationalstraße 34 zugeordnet. An der Grenze zur Provinz Chonburi endet die Thailand Route 34.
Durch den sehr starken Zuwachs beim Verkehrsaufkommen wurde in den 1990er Jahren mit dem Bau des Bang Na Expressway begonnen. Dieser verläuft auf „Stelzen“ oberhalb des Highway 34 und ist mautpflichtig.

## Kartenmaterial
- ThinkNet: Road Map of Thailand. MapMagic CD + Paper Map. Multi-Purposes Bilingual Mapping Software, Bangkok, 2008 edition.